# Шкробот Василь Тимофійович
Василь Тимофійович Шкробот (нар. 4 жовтня 1918, с. Кремінна, Україна — 20 вересня 2006, м. Тернопіль, Україна) — український лікар, громадський діяч. Хірург вищої категорії. Депутат Тернопільської міської ради (1961—1980). Батько Володимира Шкробота.

## Життєпис
Василь Тимофійович Шкробот народився 4 жовтня 1918 року в селі Кремінній нині Городоцького району Хмельницької області, Україна.
Навчався у Вінницькому медичному інституті (нині національний медичний університет), під час німецько-радянської війни закінчив навчання у м. Краснодарі (нині РФ).
На фронті — лікар 624-го стрілецького полку 137-ї стрілецької дивізії, поранений.
Після одужання — в м. Городку (нині Хмельницька область): лікар районної лікарні, завідувач районного відділу охорони здоров'я.
Від 1946 — головний лікар, водночас завідувач хірургічним відділом центральної районної лікарні в містечку, нині смт Гусятині.
Від 1959 — в Тернополі: головний лікар пологового будинку; 1960—1983 — головний лікар, до 1991 — хірург-консультант міської лікарні; сприяв будівництву й організації 2-ї міської лікарні, її 1-й головний лікар (за сумісництвом).
Помер 20 вересня 2006 року в місті Тернополі.

## Доробок
Автор близько 50 наукових праць.

## Нагороди
- Орден «Знак Пошани» (1961),
- ордени Трудового червоного прапора (1952, 1980);
- медаль імені М. Пирогова,
- інші нагороди.